# Хохголлинг
Хохголлинг (нем. Hochgolling) — самая высокая гора Низкого Тауэрна, Австрия. Высота вершины составляет 2862 м. Первое восхождение на вершину 8 августа 1791 года совершил неизвестный альпинист из местечка Тамсвег .